# 保德河 (蒙大拿州)

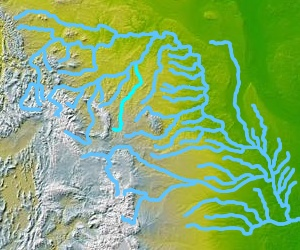
保德河 (蒙大拿州)

46°44′00″N 105°26′02″W / 46.73333°N 105.43389°W
保德河（Powder River），又譯波德河或粉河，是美國懷俄明州大角山脈(Bighorn Mountains)丘陵地區的一條由數條溪流匯成的河流，黃石河的一條支流。長約375英里（604），流經美國蒙大拿州東南部及懷俄明州的東北部，與唐河(Tongue River)、小大角山河(Little Bighorn River)等河流灌溉著大角山脈以東的大平原範圍，歷史上被稱為保德河鄉郊。
位於蒙大拿州和懷俄明州邊界的保德河盆地是美國主要的低硫碳的來源。